# Žensko dăržavno părvenstvo
La Žensko dăržavno părvenstvo e conosciuta ufficialmente come Swiss Capital League per ragioni di sponsorizzazione, è il principale campionato bulgaro femminile di calcio, organizzato dalla federazione calcistica della Bulgaria (Bǎlgarski Futbolen Sǎjuz - BFS]. 
Il torneo fondato nel 1985, è costituito da 14 squadre che si affrontano in un girone all'italiana per decretare il campione finale che si guadagnerà la qualificazione alla UEFA Women's Champions League. A causa del numero elevato delle squadre partecipanti non è prevista una retrocessione ad una categoria inferiore.

## Le Squadre

### Organico 2024-2025
Al campionato 2024-2025 hanno partecipato le seguenti 12 squadre:
- Dunav Ruse
- Enko Plovdiv
- Etăr
- Lok. Stara Zagora
- LP Super sport
- Ludogorec
- NSA Sofia
- Paldin (Plovdiv)
- Pirin 22 (Blagoevgrad)
- Sevlievo
- Sofia Ladies 2021
- Sportika (Blagoevgrad)

## Albo d'oro
- 1985-1986 Akademik (1º)
- 1986-1987 Akademik (2º)
- 1987-1988 Akademik (3º)
- 1988-1989 CFKA Sredets (1º)
- 1989-1990 Akademik (4º)
- 1990-1991  NSA Sofia (1º)
- 1991-1992  Lok. Stara Zagora (1º)
- 1992-1993  CSKA Sofia (1º)
- 1993-1994 Grand Hotel Varna (1º)
- 1994-1995 Grand Hotel Varna (2º)
- 1995-1996 Grand Hotel Varna (3º)
- 1996-1997 Grand Hotel Varna (4º)
- 1997-1998 Grand Hotel Varna (5º)
- 1998-1999 Grand Hotel Varna (6º)
- 1999-2000 Grand Hotel Varna (7º)
- 2000-2001 Grand Hotel Varna (8º)
- 2001-2002 Grand Hotel Varna (9º)
- 2002-2003 Grand Hotel Varna (10º)
- 2003-2004  LP Super sport (1º)
- 2004-2005  NSA Sofia (2º)
- 2005-2006  NSA Sofia (3º)
- 2006-2007  NSA Sofia (4º)
- 2007-2008  NSA Sofia (5º)
- 2008-2009  NSA Sofia (6º)
- 2009-2010  NSA Sofia (7º)
- 2010-2011  NSA Sofia (8º)
- 2011-2012  NSA Sofia (9º)
- 2012-2013  NSA Sofia (10º)
- 2013-2014  NSA Sofia (11º)[3]
- 2014-2015  NSA Sofia (12º)
- 2015-2016  NSA Sofia (13º)
- 2016-2017  NSA Sofia (14º)
- 2017-2018  NSA Sofia (15º)
- 2018-2019  NSA Sofia (16º)
- 2019-2020  NSA Sofia (17º)
- 2020-2021  NSA Sofia (18º)
- 2021-2022  Lok. Stara Zagora (2º)
- 2022-2023  Lok. Stara Zagora (3º)
- 2023-2024  NSA Sofia (19º)
- 2024-2025  NSA Sofia (20º)

## Statistiche

### Titoli per squadra[4]
| Squadra                | Titoli | Anni |
| ---------------------- | ------ | --- |
| NSA Sofia              | 20     | 1990-1991, 2004-2005, 2005-2006, 2006-2007, 2007-2008, 2008-2009, 2009-2010, 2010-2011, 2011-2012, 2012-2013, 2013-2014, 2014-2015, 2015-2016, 2016-2017, 2017-2018, 2018-2019, 2019-2020, 2020-2021, 2023-24, 2024-25 |
| Grand Hotel Varna      | 10     | 1993-1994, 1994-1995, 1995-1996, 1996-1997, 1997-1998, 1998-1999, 1999-2000, 2000-2001, 2001-2002, 2002-2003 |
| Akademik               | 4      | 1985-1986, 1986-1987, 1987-1988, 1989-1990 |
| CFKA Sredets           | 1      | 1988-1989 |
| Lokomotiv Stara Zagora | 1      | 1991-1992 |
| CSKA Sofia             | 1      | 1992-1993 |
| LP Super Sport         | 1      | 2003-2004 |